# Феняевская волость
Феняевская волость — административная единица в Михайловском уезде Рязанской губернии Российской империи, образованная в 1861 году. Волостной центр — Феняево.

## Состав
В 1862 году в волость входили:
- Феняево
- Каменные Хутора
- Чесменка
- Николаевка

В 1885 году в состав волости входило с. Поздное.
К 1905 году в Феняевской волости было 28 дворов и более двухсот жителей.
- Александрово,  деревня,  68 дворов 526 чел почта Михайлов, жд Гагарино, врач Полянки Ветряная мельница
- Березово (Сокарево),  село, 215 дворов 1715 чел Церковь церк шк 5 мелочных лавок и просорушка
- Бобрики,  деревня,  27 дворов 209 чел
- Волшутка,  деревня,  при речке Керде 99 дворов 776 чел мелочная лавка и ветряная мельница
- Волосовка,  деревня,  при речке Волосовке 75 дворов 523 чел Мелочная лавка ветряная мельница
- Голево (Оголево),  деревня,  при речке Керде 16 дворов 160 чел
- Грязное,  село, 69 дворов 527 чел Церковь каменная 3 мелочные лавки 2 ветряные мельницы
- Киндяково (Елизаветино),  деревня,  на тракте Михайлов-Данков 51 двор 332 чел Мелочная лавка и ветряная мельница
- Каменные Выселки,  деревня,  при речке Волосовке 8? дворов 152 чел Водяная мельница и просорушка
- Каменные Выселки №2,  деревня,  при речке Керде 9? Дворов 163 чел
- Новое Киркино (Волынщина),  село, 29 дворов 252 чел Церковь церк шк просорушка
- Старое Киркино (Зарубежное, Дворянское, Царское),  село, 15? Дворов 790 чел Церковь каменная Земская школа водяная мельница маслобойка казенная винная лавка 4 мелочные лавки
- При селе Старом Киркине Сивцова влад усадьба и усадьба церковного причта
- Коровинская кн Гагариной влад усадьба при речке Волосовке 30 муж 31 ж Ветряная мельница кузница мелочная лавка
- Надеждино (Грязновские Выселки, Колотовские Хутора),  деревня,  10 дворов 97 чел
- Николаевка,  деревня,  при ручье Мшанке 29 дворов 186 чел мелочная лавка
- Павелково,  деревня,  121 двор 861 чел Ветряная мельница мелочная лавка
- Поздное,  село, 108 дворов 821 чел Церковь школа 5 мелочных лавок по субботам базары и недельная Покровская ярмарка
- Сергиевка-Радонец (Стрекаловка),  деревня,  12 воров 108 чел
- Федоровка (Дубровка) Феняево деревня при ручье Волосовке 28 двора 227 чел
- Феняево,  село, при речке Волосовке 74 двора 688 чел 2 ветряные мельницы просорушка мелочная лавка
- Чесменка,  деревня,  при ручье Мшанка 26 дворов 186 чел
- [[Феняевская кн Гагарина влад усадьба 45 муж 23 ж Церковь каменная винокуренный завод мелочная лавка конный завод волостное правление
- Владельческие усадьбы: Рогожкиной, Васильева Добротворского, Воейковой, Худекова
- Исаевшин, Шенфлюг хутор
- Самсоновщин, Панково? 8 муж 6 ж Хутор, маслобойня
- Секеринский кн Гагарина хутор
- Александровский кн Гагарина хутор Николаевский кн Гагарина Хутор при ручье Мшанке
- Степь, кн Гагариной хутор
- Надеждино Худекова хутор
- Анисима Абрамова хутор при речке Керде
- Точилин, Григория Юзжалина хутор
- Кн Гагарина лесная сторожка
- Генерала Жилинского лесная контора и сторожка
- Кн Гагариной изба при ветряной мельнице, лесная сторожка, лесная контора
- Дворян села Старого Киркина водяная мельница при речке Керде
- Гагарино станция 12 муж 9 ж лесной склад
- Коровино,  село, при речке Волосовке Церковь каменная земская школа ветряная мельница
- При станции Гагарино торговый поселок 5 дворов 42 чел

Шаблон:Волости Михайловского уезда